# Zlín-Příluky
Zlín-Příluky – przystanek kolejowy w Zlinie, w kraju zlińskim, w Czechach. Znajduje się na wysokości 230 m n.p.m.
Na przystanku nie ma możliwości zakupu biletów, a obsługa podróżnych odbywa się w pociągiu. 

## Linie kolejowe
- 331 Otrokovice - Vizovice